# Apocalisse di Sofonia

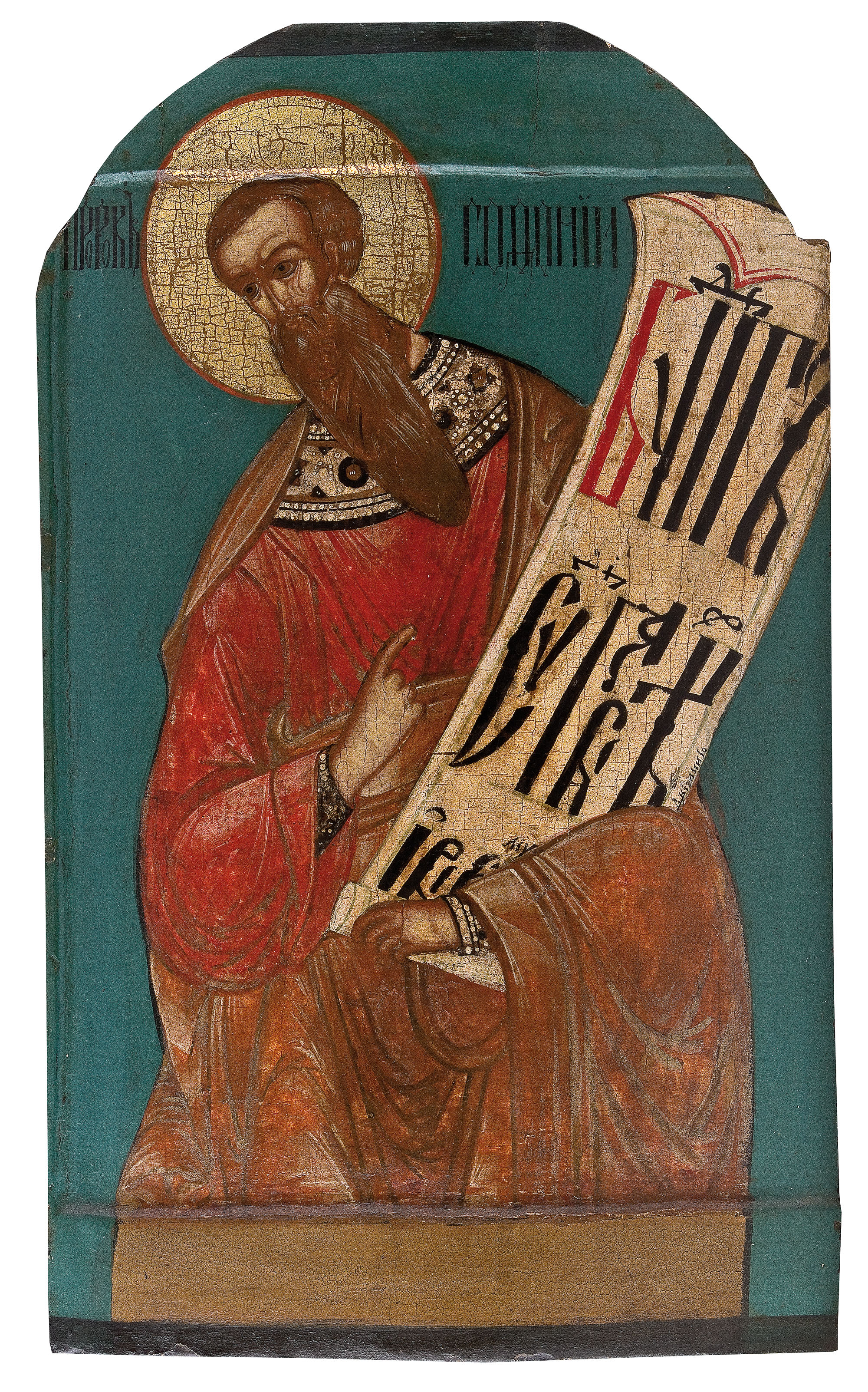
Ritratto di Sofonia

L'Apocalisse di Sofonia è un apocrifo dell'Antico Testamento, pseudoepigrafo del profeta Sofonia (fine VII secolo a.C.). Scritto tra il I secolo a.C. - I secolo d.C. su un prototesto ebraico perduto, se ne sono conservate citazioni patristiche e brevi frammenti del testo in copto. Appartiene al genere apocalittico.
Racconta del viaggio di Sofonia in paradiso e inferno, al termine del quale è tramutato in un angelo.
L'esistenza dell'Apocalisse di Sofonia era indirettamente nota da altri testi antichi, quali la sticometria di Niceforo, ma si considerava un'opera perduta. Nel 1881 la Biblioteca Nazionale di Parigi acquistò due manoscritti frammentari provenienti probabilmente dal Monastero Bianco di Sohag in Egitto che vennero pubblicati da Urbain Bouriant nel 1885. Questi frammenti, insieme ad altri più tardi acquistati dai Musei statali di Berlino, furono pubblicati nel 1899 da Georg Steindorff che li riconobbe come frammenti dell'Apocalisse di Sofonia, dell'Apocalisse di Elia e di un terzo testo non identificato che chiamò l'Apocalisse Anonima. Emil Schürer nello stesso anno ritenne di proporre che l'Apocalisse Anonima fosse un ulteriore frammento dell'Apocalisse di Sofonia: tuttavia questa ipotesi è ancora dibattuta tra gli studiosi.